# Gheorghe Pârvu
Gheorghe Pârvu (n. 7 iulie 1927, Giurtelecu Șimleului — d. 2 aprilie 1997, Șimleu Silvaniei) a fost un pedagog, inspector și om de cultură din Transilvania. 

## Biografie
S-a născut la Giurtelecu Șimleului, Sălaj într-o famile de greco-catolici. A urmat cursurile Facultății de Litere de la Universitatea Babeș-Bolyai din Cluj (1955). A fost profesor la liceul din Vadu Crișului, Bihor, apoi director adjunct al aceluiași liceu și inspector de specialitate la Inspectoratul Școlar al Raionului Aleșd, Regiunea Crișana. În anul 1957 a fost transferat la Școala Medie din Șimleu Silvaniei, iar din anul 1965 a fost numit șeful Secției de Învãțãmânt al Raionului Șimleu. În anul 1968 a fost numit inspector general adjunct al Inspectoratului Școlar al Județului Sălaj, iar din 1969 a revenit ca profesor și director adjunct la Liceul „Simion Bărnuțiu”, unde a activat până în anul 1987. A condus Cercul Pedagogic al profesorilor de limba română din raionul Șimleu și din județul Sălaj, a condus Comisia metodică a profesorilor de limba și literatura românã din Liceul „S. Bărnuțiu”. Pe lângã bogata activitate didacticã, Gh. Pîrvu a avut o prodigioasã activitate culturalã, activând în formația coralã a Casei de Culturã din Șimleu și în cadrul Bisericii Române Unite, în formația de teatru și de dansuri a sindicatului din învãțãmânt. A fost președintele Fundației „Iuliu Maniu” din Șimleu Silvaniei. Colaborări: Nãzuința, Graiul Sãlajului, Sãlajul Orizont, Gazeta de Duminicã, Școala noastrã, Tribuna școlii, Gazeta învãțãmântului, România literarã, Revista de pedagogie, etc., unde a publicat articole de specialitate, culturale, etc.

## Distincții
- Medalia Muncii
- “Profesor evidențiat”,
- Gradația de merit,

## Cărți
- Volum colectiv: Contribuții la monografia Liceului „Simion Bărnuțiu„ din Șimleu Silvaniei (Oradea, 1970); de-a lungul timpului a contribuit la întocmirea Anuarului Liceului „S. Bărnuțiu”.